# Marc Gisin
Marc Gisin (ur. 25 czerwca 1988 w Vispie) – szwajcarski narciarz alpejski, uczestnik Zimowych Igrzysk Olimpijskich 2018. Brat Dominique oraz Michelle Gisin, również narciarek alpejskich. 30 listopada 2020 zakończył karierę zawodniczą.

## Kariera
Mieszka w Engelbergu i przez całą karierę zawodową trenował w miejscowym klubie narciarskim. Po raz pierwszy na arenie międzynarodowej pojawił się 20 grudnia 2003 podczas zawodów FIS w szwajcarskim Pontresina. Zajął wtedy w slalomie 14. miejsce na 49 sklasyfikowanych zawodników. Debiut w Pucharze Świata zanotował 16 stycznia 2009, kiedy to w Wengen zajął 33. miejsce w superkombinacji. Pierwsze pucharowe punkty zdobył 27 listopada 2010 w kanadyjskim Lake Louise, gdzie w zjeździe zajął 20. miejsce. Najlepsze wyniki osiągał w sezonie 2015/2016, kiedy to w klasyfikacji generalnej zajął 52. lokatę.
Podczas Zimowych Igrzysk Olimpijskich 2018 wystartował w jednej konkurencji - w zjeździe. Zajął wtedy 21. miejsce.
Dwukrotnie startował na mistrzostwach świata juniorów. Najlepszy wynik osiągnął w 2008 r. w hiszpańskim Formigal, kiedy to w zjeździe uplasował się na 10. pozycji.

## Osiągnięcia

### Igrzyska olimpijskie
| Miejsce | Dzień     | Rok  | Miejscowość | Konkurencja | Czas biegu  | Strata  | Zwycięzca          |
| ------- | --------- | ---- | ----------- | ----------- | ----------- | ------- | ------------------ |
| 21.     | 15 lutego | 2018 | Pjongczang  | Zjazd       | 1:42,82 min | +2,57 s | Aksel Lund Svindal |

### Mistrzostwa świata juniorów
| Miejsce | Dzień     | Rok  | Miejscowość          | Konkurencja | Czas biegu  | Strata  | Zwycięzca         |
| ------- | --------- | ---- | -------------------- | ----------- | ----------- | ------- | ----------------- |
| 31.     | 6 marca   | 2007 | Altenmarkt im Pongau | Zjazd       | 1:41,38 min | +2,97 s | Beat Feuz         |
| 32.     | 8 marca   | 2007 | Altenmarkt im Pongau | Supergigant | 1:10,78 min | +3,01 s | Beat Feuz         |
| 30.     | 9 marca   | 2007 | Altenmarkt im Pongau | Gigant      | 2:17,67 min | +3,66 s | Marcel Hirscher   |
| DNF1    | 10 marca  | 2007 | Altenmarkt im Pongau | Slalom      | -           | -       | Matic Skube       |
| 10.     | 26 lutego | 2008 | Formigal             | Zjazd       | 1:46,20 min | +0,89 s | Hagen Patscheider |
| 21.     | 27 lutego | 2008 | Formigal             | Slalom      | 1:32,70 min | +3,02 s | Marcel Hirscher   |
| 30.     | 28 lutego | 2008 | Formigal             | Supergigant | 1:23,58 min | +2,56 s | Andreas Sander    |
| DNF1    | 29 lutego | 2008 | Formigal             | Gigant      | -           | -       | Marcel Hirscher   |

### Puchar Świata

#### Miejsca w klasyfikacji generalnej
- sezon 2010/2011: 79.
- sezon 2011/2012: 64.
- sezon 2013/2014: 129.
- sezon 2014/2015: 103.
- sezon 2015/2016: 52.
- sezon 2017/2018: 72.